# Mendelieieve, Krasnohvardiiske
Mendelieieve (în ucraineană Менделєєве) este un sat în comuna Peatîhatka din raionul Krasnohvardiiske, Republica Autonomă Crimeea, Ucraina.

## Demografie
Componența lingvistică a localității Mendelieieve
     Tătară crimeeană (48,55%)
     Rusă (35,68%)
     Ucraineană (7,47%)
     Alte limbi (1,24%)
Conform recensământului din 2001, nu exista o limbă vorbită de majoritatea populației, aceasta fiind compusă din vorbitori de tătară crimeeană (48,55%), rusă (35,68%) și ucraineană (7,47%).